# Al-Abiwardi
Abu-l-Mudhàffar Muhàmmad ibn Àhmad al-Abiwardí (àrab: أبو المظفر محمد بن أبي العباس أحمد بن محمد الأبيوَرْدي, Abū l-Muẓaffar Muḥammad b. Abī l-ʿAbbās Aḥmad b. Muḥammad al-Abīwardī) o, més senzillament, al-Abiwardí (Kufan, 1064 - Esfahan, 1113) fou un poeta i genealogista àrab-persa d'ascendència omeia. Va néixer a Kufan, a la regió d'Abiward, al Khurasan. Va morir assassinat, enverinat, a Esfahan, el 1113.
De jove es va traslladar a Bagdad, on va servir els califes abbàssides al-Muqtadí i al-Mustàdhhir, així com el visir Nidham-al-Mulk i el seu fill Muàyyad-al-Mulk i el soldà seljúcida Màlik-Xah i el seu fill Muhàmmad.
Cap al final de la seva vida es va traslladar a Esfahan, on es va dedicar a ensenyar i escriure.

## Obra
Va escriure nombrosos títols, dels quals destaca una història d'Abiward, perduda com la majoria dels seus llibres.
De tota la seva producció només es conserven dos llibres, Al-múkhtalif wa-l-mútalif (àrab: المختلف والمؤتلف, Al-muẖtalif wa-l-muʾtalif, ‘El diferent i el similar’) i Zad ar-rifaq (àrab: زاد الرفاق, Zād ar-rifāq, ‘Creixement dels companys’) i un diwan sobre diversos califes i visirs, publicat el 1974.